# Быстро, дёшево и неуправляемо
«Быстро, дёшево и неуправляемо» или «Быстрый, дешёвый и автономный» (англ. Fast, Cheap & Out of Control) — документальный фильм режиссёра Эррола Морриса, вышедший на экраны в 1997 году.

## Сюжет
Фильм состоит из интервью с четырьмя людьми, занимающимися необычными вещами. Дейв Хувер — укротитель львов, пришедший в профессию под влиянием Клайда Битти и многие годы проработавший в цирке. Джордж Мендонса — садовник-скульптор, десятилетиями создававший и поддерживавший «зелёных животных» в саду Green Animals Topiary Garden. Рэй Мендес — специалист по голым землекопам, глубоко изучивший повадки этих зверьков и построивший в зоопарке специальный лабиринт для наблюдения за ними. Родни Брукс — учёный, занимающийся разработкой насекомоподобных роботов и рассуждающий о том, когда роботы приблизятся по своим возможностям к животным и человеку. Хотя поначалу четыре линии повествования кажутся абсолютно независимыми, постепенно между ними проступает всё больше взаимосвязей.

## Награды и номинации
- 1997 — премия Национального совета кинокритиков США за лучший документальный фильм.
- 1997 — премия Нью-Йоркского общества кинокритиков за лучший документальный фильм.
- 1998 — премия «Независимый дух» в категории «Правдивее вымысла» (Эррол Моррис).
- 1998 — премия Национального общества кинокритиков США за лучший документальный фильм.
- 1998 — номинация на премию «Спутник» за лучший документальный фильм.